# Thiomicrospira
Thiomicrospira ist eine Gattung von Bakterien. Die zugehörigen Arten nutzen anorganische Schwefelverbindungen für das Wachstum und zählen zu den schwefeloxidierenden Bakterien.

## Merkmale
Die Zellen der einzelnen Arten von Thiomicrospira sind spiral-, ring- oder stäbchenförmig. Sie bewegen sich mit Hilfe eines polaren Flagellums, auch unbewegliche Arten sind vorhanden. Es sind keine Ruhestadien bekannt. Die Arten benötigen Sauerstoff, sie sind aerophil.

## Stoffwechsel
Die Arten sind chemolithoautotroph, d. h. sie benötigen keine organischen Verbindungen für das Wachstum. Sie nutzen stattdessen Schwefelverbindungen durch Oxidation als Energiequelle für den Stoffwechsel, als Kohlenstoffquelle für den Aufbau der Zellsubstanz dient ihnen Kohlendioxid.

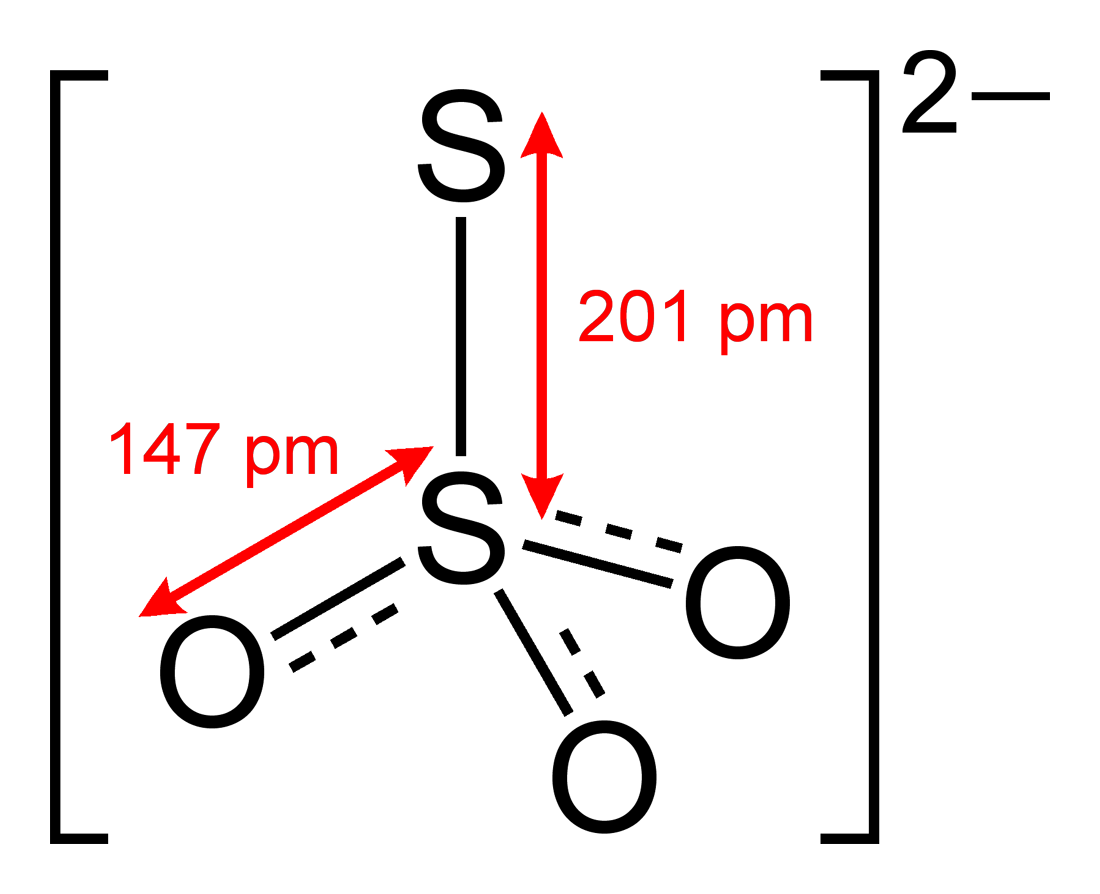
Thiosulfat

 Zu den genutzten Schwefelverbindungen zählen z. B. elementarer Schwefel, Tetrathionat (H2S4O6) und Thiosulfat (S2O3). Das endgültige Oxidationsprodukt ist Sulfat. Das Kohlendioxid wird über den Calvin-Zyklus gebunden. Eine Photosynthese wird nicht durchgeführt, die Arten zählen zu den nicht-phototrophen schwefeloxidierenden Bakterien.

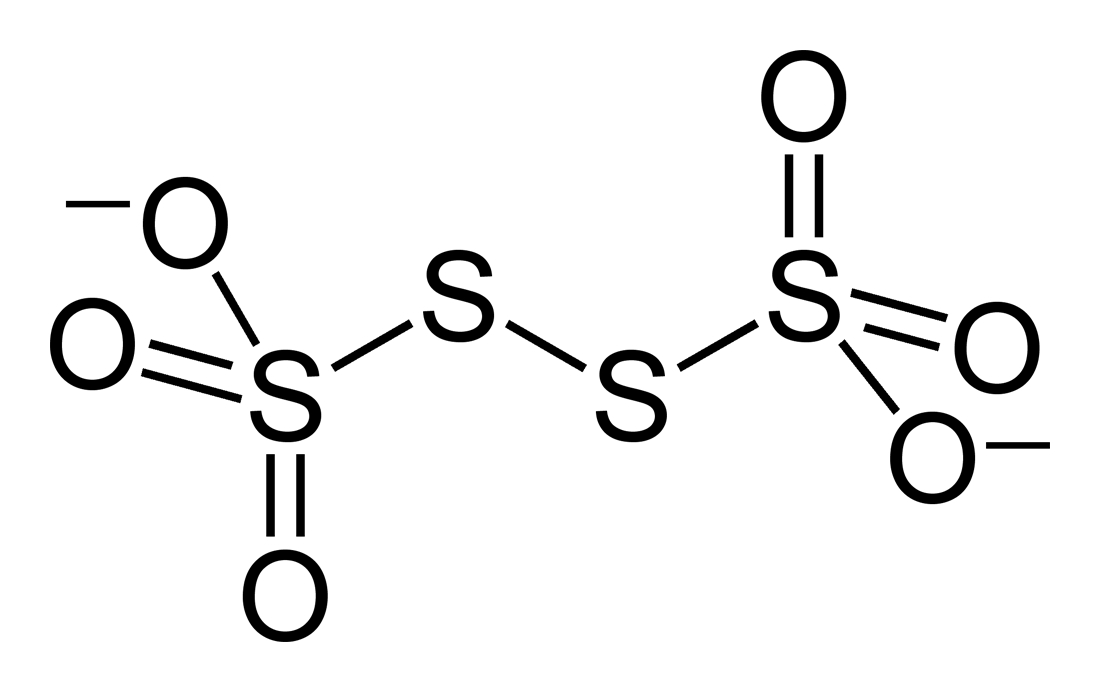
Tetrathionat

Ammoniumsalze dienen als Stickstoffquelle. Bei den meisten Arten sind Natriumionen erforderlich für das Wachstum. Einige Arten besitzen Carboxysomen, wie Thiomicrospora sibiricum und T. aerophilum. Hierbei handelt es sich um Zellkompartimente, die mit kristallinen RubisCO-Enzymen gefüllt sind. RubisCO ist das Schlüsselenzym des Calvinzyklus.
Von einigen früher zu Thiomicrospira zählenden Arten ist auch die CO2-Fixierung durch den reversen Citratzyklus bekannt. Hierzu zählt die Art Thiomicrospira denifrificans, die aktuell als Sulfurimonas denitrificans geführt wird.

## Systematik
Thiomicrospira zählt zu der Familie Piscirickettsiaceae innerhalb der Klasse Gammaproteobacteria. Die Gattung wurde 1972 mit der Typusart Thiomicrospira pelophila eingeführt. Einige Thiomicrospira-Arten wurden 2017 in die neu eingeführten Gattungen Thiomicrorhabdus und Hydrogenovibrio überführt. Des Weiteren wurden alle vier Arten von Thioalkalimicrobium zu Thiomicrospira überführt. Diese vier Arten werden nun als Thiomicrospira aerophila, T. cyclica, T. microaerophila und T. sibirica geführt.
Es folgt eine Liste einiger Arten:
- Thiomicrospira aerophila (Sorokin et al. 2001) Boden et al. 2017
- Thiomicrospira cyclica (Sorokin et al. 2002) Boden et al. 2017
- Thiomicrospira microaerophila (Sorokin et al. 2007) Boden et al. 2017
- Thiomicrospira pelophila Kuenen and Veldkamp 1972 (Approved Lists 1980)
- Thiomicrospira sibirica (Sorokin et al. 2001) Boden et al. 2017
- Thiomicrospira thyasirae (Wood and Kelly 1995) Wood and Kelly 1995

## Ökologie
Thiomicrospira thyasirae wurde von den Kiemen der Muschel Thyasira flexuosa isoliert. Arten, die früher der Gattung Thioalkalimicrobium zugeordnet wurden, tolerieren hohe pH-Werte. So wurden Stämme von Thiomicrospira aerophilum und T. sibirica aus einem Sodasee in Sibirien isoliert. Thiomicrospira microaerophilum (zuvor Thioalkalimicrobium microaerophilum) wurde aus einem Sodasee in Ägypten isoliert. Der Typstamm von Thiomicrospira cyclica (früher Thioalklimicrobuim cyclicum) stammt aus einem stark salzigem Sodasee in Kalifornien.
Thiomicrospira pelophila wurde aus dem niederländischen Wattenmeer isoliert.